# 莫里斯·格林伯格
莫里斯·格林伯格（英語：Maurice Raymond "Hank" Greenberg，1925年5月4日—）是一位美国企业家，曾经担任美国国际集团董事长兼首席执行官，目前担任美国史带基金会主席，美中关系全国委员会副主席。

## 生平
1925年出生在美国纽约的一个犹太人家庭，曾经在第二次世界大战中作为美国陆军士兵参战，荣获多项功勋。服兵役期间完成学业任务，1948年毕业于迈阿密大学，1950年毕业于纽约法学院。1952年朝鲜战争结束后返回美国加入大陆产险公司。1960年加入美国国际集团。1968年担任该公司董事长兼首席执行官。1975年第一次访问中国，与中国人民保险公司签订协议，成为与中美合作的首家美国保险机构。他是亨利·基辛格的朋友兼客户，1987年他任命亨利·基辛格为美国国际集团的国际顾问委员会董事长。
1990年被时任上海市长朱镕基邀请担任上海市市长国际企业家咨询会议的首任主席。

## 延伸阅读
- "Greenberg and Sons", Fortune magazine, February 21, 2005.
- Maurice R. Greenberg and Lawrence A. Cunningham, The AIG Story (2013)
  - review: James Freeman, "Insurer to the World," Wall Street Journal Feb. 6. 2013